# Streetball
Lo streetball, altrimenti noto come street basket o basket da strada (in inglese playground), è un tipo di pallacanestro giocato principalmente per strada in campetti fatti di asfalto o cemento, con uno o due canestri, dove giocano 6 persone: 3 contro 3. Le regole sono le stesse del basket, variano soltanto alcune regole come i falli che non vengono contati se c'è canestro valido e le regole per quanto riguarda il possesso palla: bisogna uscire dalla linea dei tre punti.
Deve molta della sua popolarità al Mixtape Tour organizzato dalla And 1 in tutti gli Stati Uniti.

## Storia
Come la pallacanestro, lo streetball è nato negli Stati Uniti d'America nei quartieri poveri, dove i ragazzi che non avevano la possibilità di entrare in una squadra si riunivano nei numerosi campetti (playground) sparsi nelle città americane per giocare.

## Caratteristiche
Normalmente nello streetball si usa una sola metà del campo, senza limiti di tempo prestabiliti. Le partite possono durare pochi minuti come ore. Le regole solitamente non si allontanano di molto da quelle della pallacanestro "ufficiale", anche se spesso i giocatori si possono accordare prima su eventuali differenze e regole alternative. Alcune delle regole molto diffuse che si allontanano da quelle ufficiali sono, per esempio, restituire la palla a chi segna il canestro, non contare il numero di falli commessi da un giocatore in un match, non assegnare "tiri liberi" in seguito ad un fallo subito.
Il numero dei partecipanti può variare da due - uno che difende ed uno che attacca (noto come one on one, "uno contro uno") - fino a una squadra completa di cinque giocatori per squadra.
Le caratteristiche e le abilità dei giocatori di streetball cambiano molto. Alcune città USA celebri per i loro giocatori di street basketball sono New York, Chicago e Los Angeles.

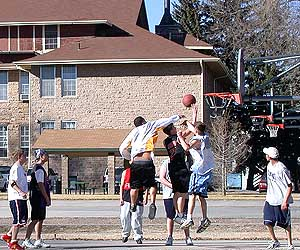
Ragazzi giocano in un playground

Il gioco è molto duro, e non sono infrequenti gli infortuni. Grinta e decisione sono fondamentali, anche perché spesso alcuni giocatori cercano di impressionare le piccole folle di spettatori che si raccolgono attorno al campo per guardare.

## Join the Game
Il Join the Game è un torneo nazionale di pallacanestro "3 contro 3" che si svolge in Italia.
Può partecipare qualunque società di basket appartenente ad un campionato ufficiale FIP che abbia almeno una squadra Under 13 e Under 14. Ogni squadra deve comprendere quattro giocatori, di cui tre in campo durante lo svolgimento di una gara e uno in panchina. È prevista la categoria maschile e quella femminile. Non è previsto il ruolo dell'allenatore.
Il torneo si svolge a fasi, e tutte lo stesso giorno. Dunque vi è la fase provinciale, in seguito la regionale e quindi la nazionale. Ogni partita dura cinque minuti, non è previsto il tiro libero, ma un punto in più in caso di fallo in azione di tiro. Nelle gare è prevista la presenza di mini arbitri e arbitri della federazione.
| Albo d'oro |                           |                                 |                             |                             |
| Edizione   | Maschile U14              | Femminile U14                   | Maschile U13                | Femminile U13               |
| 2003       | Robur Varese              | -                               | Arzergrande Padova          | -                           |
| 2004       | Mini&Basket Caserta       | Ginnastica Torino               | Stelle Marine Ostia         | Reyer Venezia               |
| 2005       | V.L. Pesaro               | Francavilla Basket              | Join the Fox Vasto          | A.S. Libertas Trieste       |
| 2006       | Pall. Treviso             | Reyer Venezia                   | Bluorobica Bergamo          | Lazùr Catania               |
| 2007       | Pall. Reggiana            | Interclub Muggia                | CMB Porto Torres            | Kokka Napoli                |
| 2008       | Ponte Vecchio Basket      | Interclub Muggia                | LBL Caserta                 | Basket Malnate              |
| 2009       | USD Vis Nova Roma         | Basket Malnate                  | Pall. Treviso               | P.D.A. Galli Basket         |
| 2010       | Reyer Venezia             | Laboratorio Basket Rosa Bologna | Galli San Giovanni Valdarno | Cestistica Savonese         |
| 2011       | Comark Bergamo            | Reyer Venezia                   | Junior Casale               | GEAS                        |
| 2012       | Virtus Bologna            | Giants Marghera                 | BSL Bologna                 | Cest. Spezzina              |
| 2013       | Reyer Venezia             | Pink Basket Terni               | Pégaso Ragusa               | Reyer Venezia               |
| 2014       | XXL Pescantina            | Interclub Muggia                | Libertas Cernusco           | Polisportiva Galli Valdarno |
| 2015       | Bufali OCK                | Bk. Academy Mirabello           | Azzurra Trieste             | BKT Academy Mirabello       |
| 2016       | Tigullio Sport Team       | GEAS                            | Junior Ca' Ossi Forlì       | GEAS                        |
| 2017       | Olimpia Roma San Venanzio | Basket Costa                    | Azzurra Trieste             | Brixia Basket               |
| 2018       | BSL San Lazzaro           | Brixia Brescia                  | Fiume Veneto Pordenone      | Granda College Cuneo        |
| 2019       | Universo Treviso Basket   | Basket Roma SD                  | A.D. Pallacabestro S. Stino | G.S. Dil. Alfa Omega        |

## Nella cultura di massa
Lo streetball è diventato celebre anche per le And 1 Mix Tapes: un gruppo scelto di giocatori, sponsorizzati dalla nota azienda di scarpe e abbigliamento per il basket And 1, ha cominciato a girare gli USA giocando contro cestisti locali. Il tutto viene registrato su cassetta, amplificando i tentativi dei giocatori di mettersi in mostra, sbeffeggiando gli avversari. L'And 1 Mix Tape Tour è diventato poi uno show fisso di successo sul più importante canale televisivo sportivo statunitense, la ESPN. Uno dei giocatori più noti dello show, soprannominato Skip to My Lou (tutti i giocatori hanno un nickname), vero nome Rafer Alston, non partecipa più al Mix Tape Tour : oggi è un giocatore professionista di pallacanestro ma non gioca una partita ufficiale dal 2012.

## Streetballer famosi
- Nicola "MR" Guidi
- Herman "The Helicopter" Knowings
- Joe "The Destroyer" Hammond
- Phillip "Hot Sauce" Champion
- Roberto "IceCream" Cordani
- Grayson "The Professor" Boucher
- Earl "The Goat" Manigault
- Richard "Pee Wee" Kirkland
- Raymond Lewis
- Chris "Skywalker" Lowery
- Earl "The Pearl" Monroe
- Lloyd "Swee' Pea" Daniels
- Roberto "Exile" Yong
- Tony "Go Get It" Jones
- Troy "Escalade" Jackson
- Hugh "Baby Shack" Jones
- John "Helicopter" Humphrey
- Robert "50" Martin
- Cardell "Ballaholic" Butler
- Kelvin "Hometown Kid" Wylie
- Ed "Booger" Smith
- Aaron "AO" Owens
- Rafer "Skip 2 My Lou" Alston
- Dennis "Spyda" Chism
- Sebastian "Bassy" Telfair
- Emmanuel "Hard Work"
- Stephon "Starbury" Marbury
- Jamar "The Pharmacist" Davies
- Jamaal "The Abuser" Tinsley
- Allen "The Answer" Iverson
- Waliyy "Main Event" Dixon
- Kevin "Bizzness" Butler
- Brandon "The Assassin" Durham

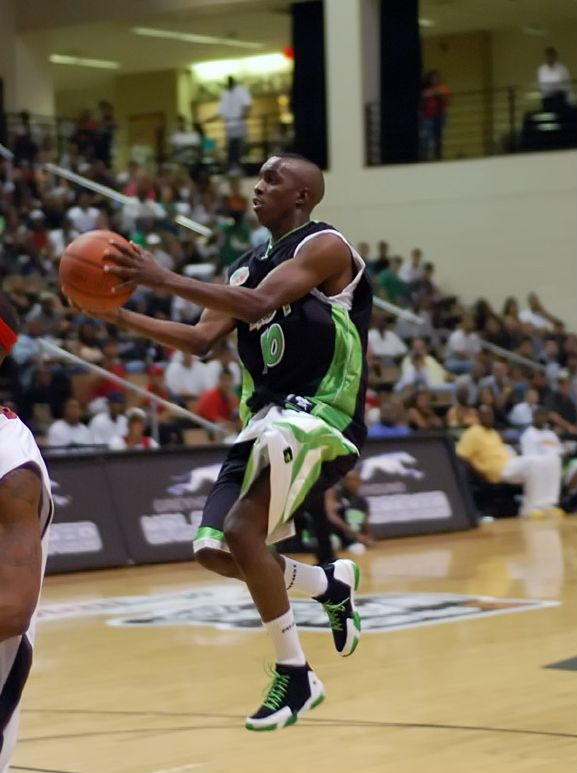
Aaron "AO" Owens.

- Gawin "The Thai Warrior" Pukchareon
- Bobbito García
- Eric "Spinmaster" Holmes
- Deshun "Father Time" Jackson
- Demetrius "Hook" Mitchell
- Cody "The Fireman" Holliday
- Jack "Black Jack" Ryan
- Slick Watts
- Chen Jianghua
- Jason "White Chocolate" Williams
- Sergio "Spanish Chocolate" Rodríguez
- Tim "Headache" Gittens
- Pat "Da Roc" Robinson
- Mike "Ghost" Zanidean
- Darren "DP a.k.a. Primal Fear" Phillip